# Ceriops tagal
Espèce
Classification phylogénétique
Statut de conservation UICN

 LC  : Préoccupation mineure
Ceriops tagal est une espèce de plantes à fleurs de la famille des Rhizophoraceae. C'est un palétuvier présent dans les mangroves des rivages de l'océan Indien.

## Caractéristique
Le Ceriops tagal est une plante à feuilles persistantes obovales et petiolées, qui présente des fleurs blanches à cinq pétales de Septembre à Novembre.

## Liste des variétés
Selon Tropicos (7 juin 2013) (Attention liste brute contenant possiblement des synonymes) :
- variété Ceriops tagal var. australis C.T. White